# Radiale hovedveje
Brasiliens radiale hovedveje er hovedveje, der udgår fra hovedstaden Brasília.
| Navn   | Destination          | Distance (km) | Delstater          |
| ------ | -------------------- | ------------- | ------------------ |
| BR-010 | Belém                | 1.959,60      | DF, GO, TO, MA, PA |
| BR-020 | Fortaleza            | 1.887,70      | DF, GO, BA, PI, CE |
| BR-030 | Campinho             | 1.176,20      | DF, GO, MG, BA     |
| BR-040 | Rio de Janeiro       | 1.178,70      | DF, GO, MG, RJ     |
| BR-050 | Santos               | 1.036,60      | DF, GO, MG, SP     |
| BR-060 | Bela Vista           | 1.459,40      | DF, GO, MS         |
| BR-070 | Porto Limão          | 1.333,30      | DF, GO, MT         |
| BR-080 | Vila Ribeirão Bonito | 1.051,40      | DF, GO, MT         |
| Total  |                      | 11.082,90     |                    |